# Hoskote
Hoskote (o Hosakote) è una città dell'India di 36.333 abitanti, situata nel distretto di Bangalore Rurale, nello stato federato del Karnataka. In base al numero di abitanti la città rientra nella classe III (da 20.000 a 49.999 persone).

## Geografia fisica
La città è situata a 13° 4' 1 N e 77° 47' 54 E e ha un'altitudine di 874 m s.l.m..

## Società

### Evoluzione demografica
Al censimento del 2001 la popolazione di Hoskote assommava a 36.333 persone, delle quali 18.861 maschi e 17.472 femmine. I bambini di età inferiore o uguale ai sei anni assommavano a 4.414, dei quali 2.325 maschi e 2.089 femmine. Infine, coloro che erano in grado di saper almeno leggere e scrivere erano 25.282, dei quali 13.966 maschi e 11.316 femmine.